# 羅懋登
羅懋登（?—?），字登之，號二南里。陕西人。
生卒年均不详，约明神宗年間人。著有《三宝太监下西洋记通俗演义》二十卷、《香山記》等書，還曾為《西厢记》、《拜月亭》、《琵琶记》等書做音釋。

## 外部連結
- 三寶太監西洋記
- 二階堂善弘：〈《三寶太監西洋記》所受的其他小說的影響〉